# Луцький військовий аеродром
Луцький військовий аеродром — військовий аеродром на північній околиці міста Луцьк, пункт постійної дислокації 204-ї бригади тактичної авіації.

## Історія

### Створення
Аеродром під Луцьком було побудовано в 1941 році, сюди передислокувався 89-й винищувальний авіаційний полк. Першою авіаційною частиною, яку передислокували на Луцький військовий аеродром після війни, була 10-та авіаційна ланка при 23-му танковому корпусі. А вже у 1948 році на Луцький військовий аеродром передислокували 806-й винищувальний авіаційний полк. В 1989 полк стає бомбардувальним, прийнявши на озброєння бомбардувальники Су-24.

### В незалежній Україні
В 1992 році частина присягає на вірність народу України. У 2001 році полк проходить останню модернізацію свого авіаційного парку, отримавши на озброєння модернізовані надзвукові фронтові бомбардувальники Су-24М з розформованого 947-го бомбардувального авіаційного полку, дислокованого на аеродромі Дубно. 806-й полк пробув на Луцькому аеродромі до свого розформування в 2004 році. Останні 17 бомбардувальників були перебазовані на авіабазу Старокостянтинів. 28 квітня з Луцького військового аеродрому відлетів останній фронтовий бомбардувальник Су-24М зі складу полку. 30 жовтня відбулося офіційне прощання з Бойовим Прапором полку, який здали в музей Збройних Сил України, і цей день вважається днем офіційного розформування підрозділу. Після розформування бомбардувального полка, аеродром продовжував функціонувати як запасний аеродром підскоку. З кінця 2004 року на ньому дислокувалася авіаційна комендатура, яка забезпечувала прийом та випуск літаків у разі потреби, а також слугувала базою зберігання та консервації авіаційної техніки. Активне використання зльотної смуги припинилось в 2006 році.

### Російсько-українська війна
У 2014 році, зважаючи на зростаючу військову напругу, у Луцьку знову почали сідати військові літаки. Тому вищим командуванням було прийнято рішення про проведення ремонтно-відновлювальних робіт на аеродромі. Це завдання було доручено особовому складу авіаційної комендатури та фахівцям окремого інженерного батальйону Повітряних сил ЗС України. З 14 по 21 травня 2014 року на аеродромі проходив льотно-методичний збір з бойового злагодження екіпажів, пар та ланок тактичної та транспортної авіації.
З квітня по липень 2016 на аеродромі тимчасово дислокувалися літаки 7-ї бригади тактичної авіації (7 БрТА) в зв'язку з ремонтом злітної смуги на аеродродромі Староконстантинів. В квітні 2017 року на аеродроми проходили навчання 7 БрТА. В листопаді 2017 року Кабінет Міністрів ухвалив рішення про передислокацію 204-ї бригади тактичної авіації (204 БрТА) на Луцький аеродром. Однак, у зв'язку з тим, що в Луцьку не готова матеріально-технічна база, передислокація відкладалась.
10 квітня 2018 Командування Повітряних сил Збройних сил України та ДП МОУ «Центральний проектний інститут» уклали два договори на проведення проектно-вишукувальних робіт по об'єктах Луцького військового аеродрому. 31 липня на Луцький аеродром прилетів перший літак 204 БрТА Л-39 «Альбатрос», а 10 листопада — перший МіГ-29. В серпні 2018 року через систему електронних закупівель Prozorro військова частина А3641 оголосила про намір розпочати будівництво нової будівлі чергової ланки. 21 вересня 2018 року в Луцьку з урочистостями зустріли особовий склад 204-ї бригади тактичної авіації.
В березні 2019 року активно тривало будівництво гуртожитків для військових. Планується відкриття пасажирського терміналу в рамках роботи військового аеродрому для здійснення внутрішніх та міжнародних авіарейсів. В липні 2019 року стало відомо, що на аеродромі встановлена сучасна система посадки українського виробництва, що дозволяє забезпечувати польоти в складних метеоумовах, обмінюватися даними з іншими РЛС, реалізовувати автоматичний супровід траєкторії руху повітряних об'єктів і є стійкою до перешкод.
26 липня перша пара легких фронтових винищувачів МіГ-29 зі складу 204 БрТА передислокувалась на Луцький військовий аеродром для несення бойового чергування.
В лютому 2020 року планується реконструкція ангар-лабораторії.
В березні 2020 року контррозвідка Служби безпеки України під час перетину державного кордону затримала українського громадянина, колишнього військовослужбовця ЗС України, який шпигував на користь РФ. Чоловік намагався вивезти секретні документи — світлини ключового оборонного об'єкту на території Західної України, Луцького військового аеродрому.
В травні 2020 року військова частина оголосила два тендери на закупівлю відеокамер для авіаційно-технічного складу. Встановити та налагодити систему відеоспостереження на території аеродрому мають до 24 листопада 2020 року. На ці потреби було виділено 185 тис. грн. Також був оголошений тендер на будівництво зовнішньої огорожі та облаштування зовнішнього освітлення на території аеродрому. Очікувана вартість робіт становить 4,542, будівництво має бути завершеним до початку 2023 року.
30 липня 2020 року на авіабазу прибув капітально відремонтований на Львівському державному авіаційно-ремонтного заводі легкий фронтовий винищувач МіГ-29.
22 березня 2021 року служба зв'язків з громадськістю Командування Повітряних Сил Збройних Сил України повідомила, що один з дивізіонів Львівського зенітного ракетного полку імені гетьмана Івана Виговського заступив на бойове чергування в системі протиповітряної оборони держави на Луцькому військовому аеродромі.
24 лютого 2022 року сталися вибухи на аеродромі.